# Malá Černá
Malá Černá (německy Klein Tscherna) je malá vesnice, část obce Salačova Lhota v okrese Pelhřimov. Nachází se asi 1 km na jih od Salačovy Lhoty. V roce 2009 zde bylo evidováno 7 adres. V roce 2001 zde trvale žilo 11 obyvatel. Při jižním okraji osady protéká řeka Trnava, která je levostranným přítokem řeky Želivky.
Malá Černá leží v katastrálním území Salačova Lhota o výměře 5,97 km².

## Galerie

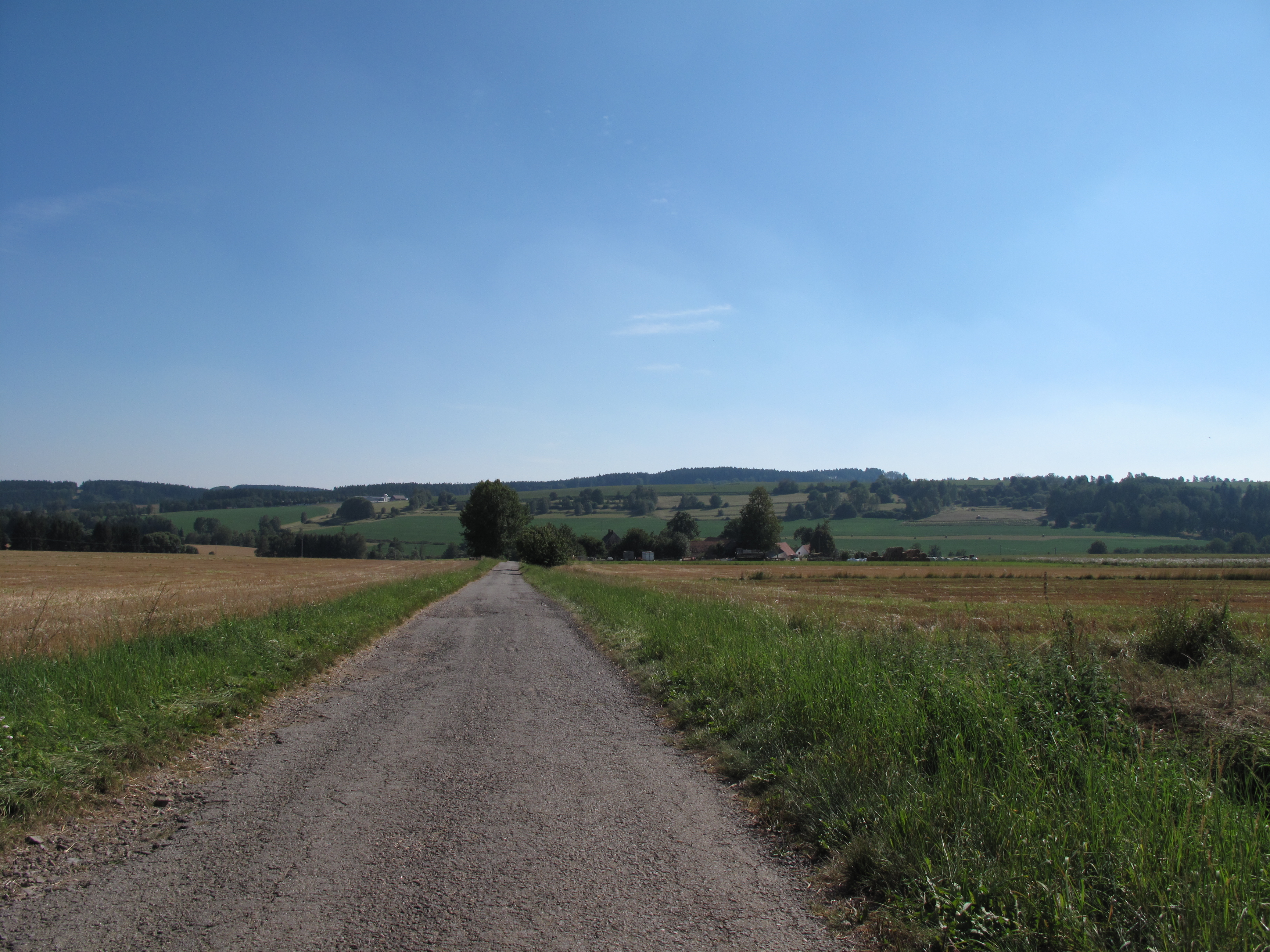
Pohled zdáli
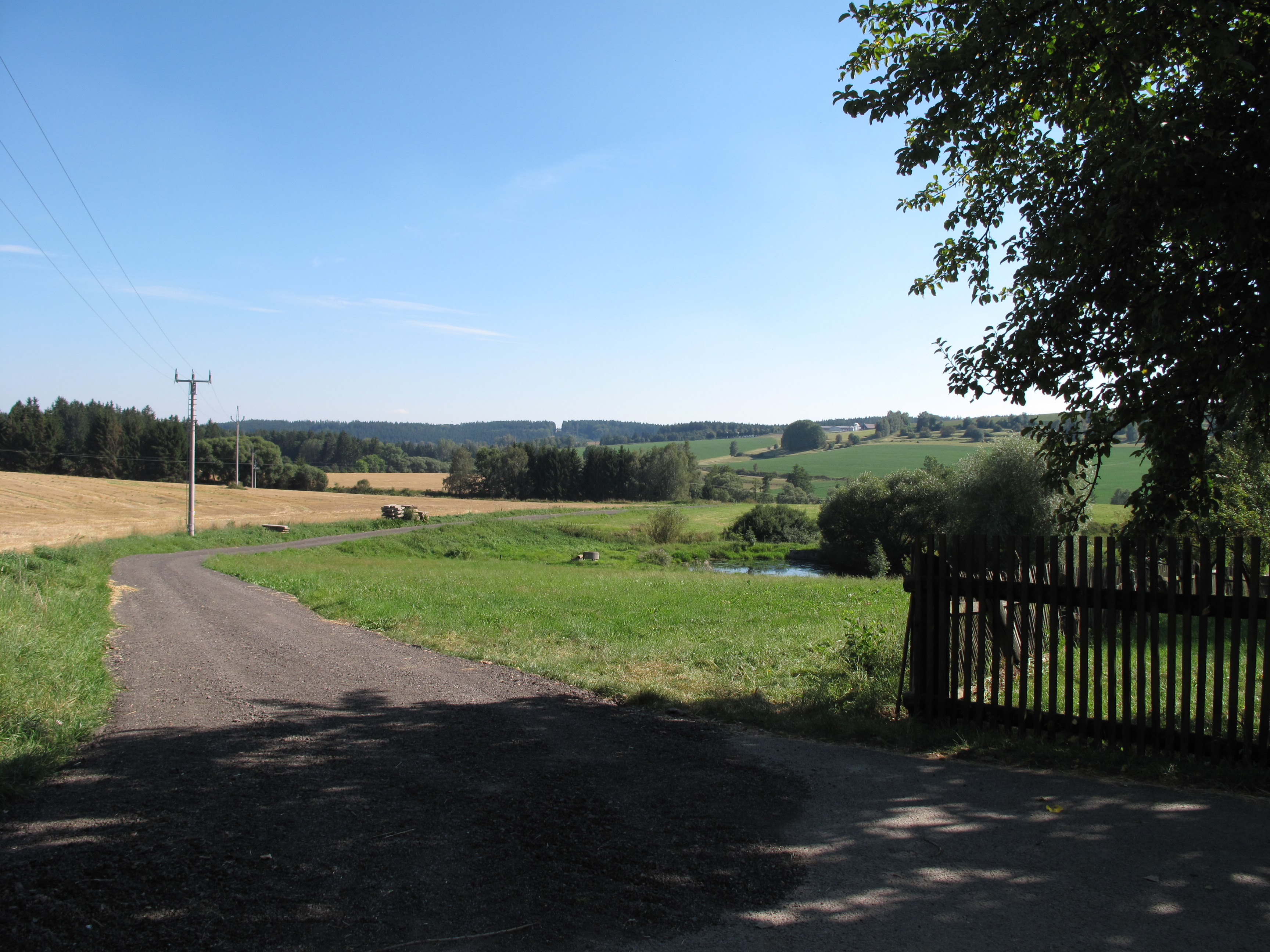
Rybník
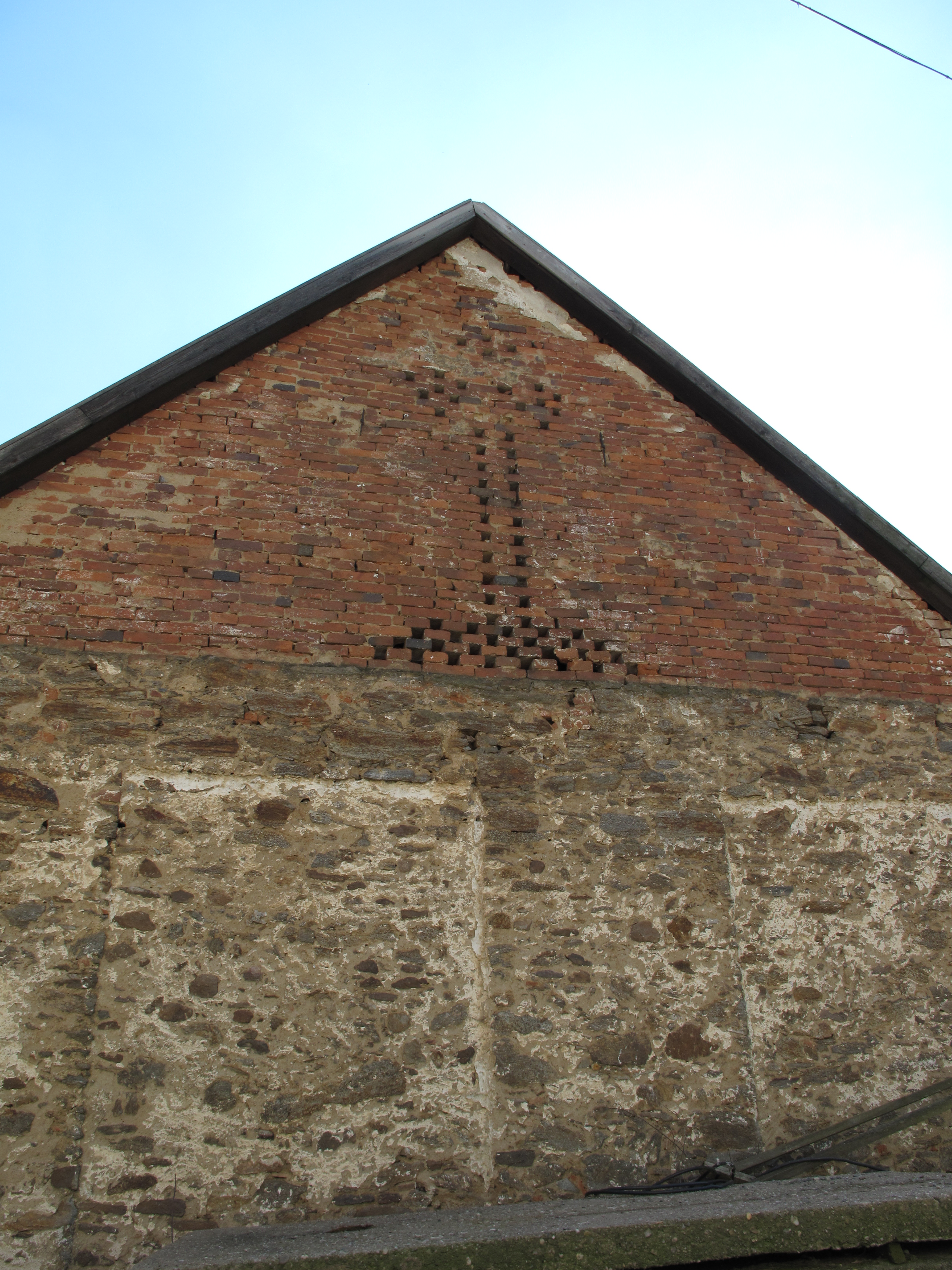
Štít domu